# فنادق ريجنت

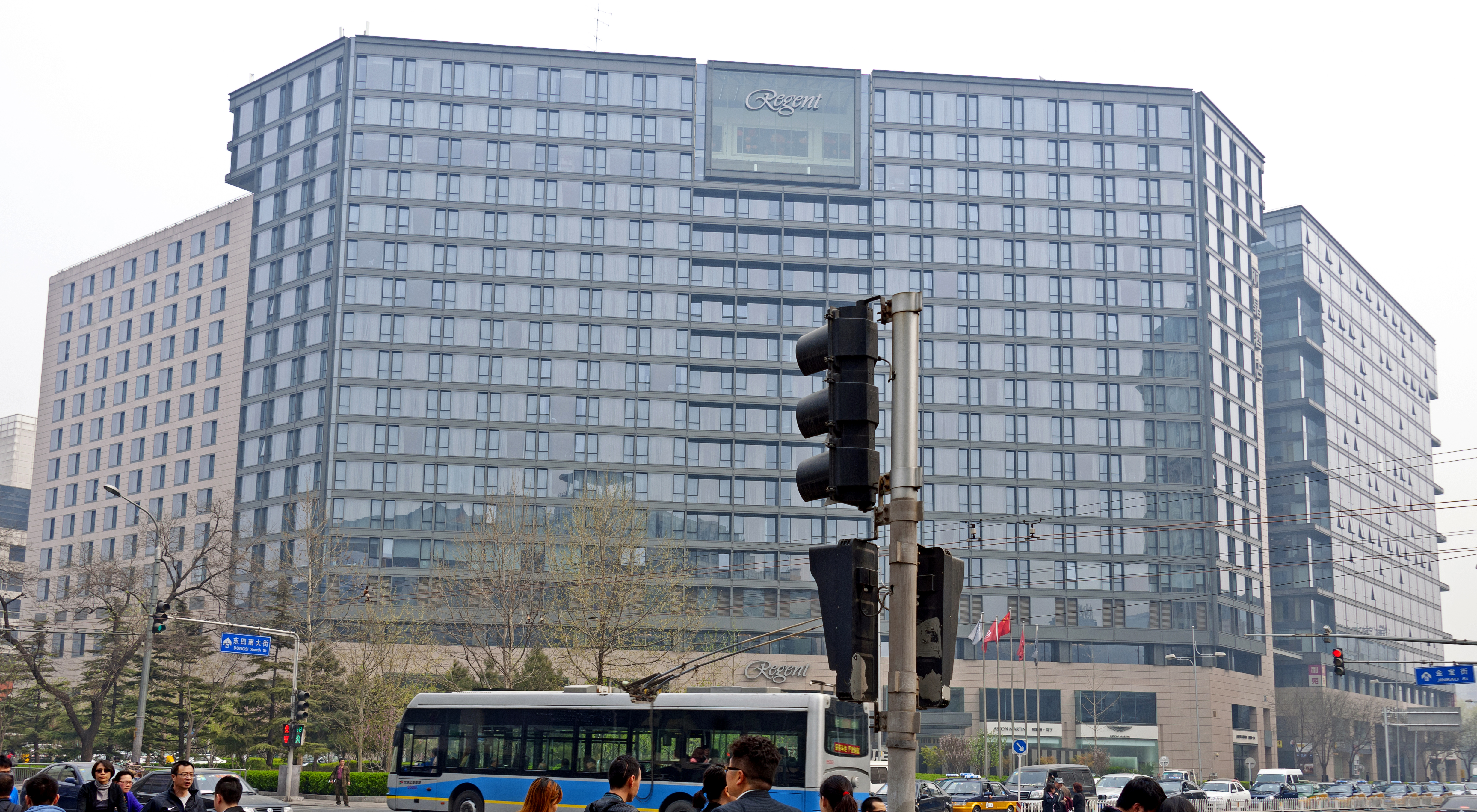

فنادق و منتجعات ريجنت هي علامة تجارية فاخرة للضيافة ، مملوكة بشكل مشترك لمجموعة فنادق إنتركونتيننتال ومجموعة فنادق فورموسا الدولية منذ يونيو 2018 ، مع فنادق ومنتجعات في آسيا وأوروبا. منذ تأسيس المشروع المشترك ، تم تحديث شعار العلامة التجارية والمونوغرام وبدأت الأعمال في إعادة وضع العلامة التجارية في الطرف العلوي من قطاع الفنادق الفاخرة.

## وصلات خارجية
- موقع فنادق ريجنت